# Forcipomyia improbiserra
Forcipomyia improbiserra är en tvåvingeart som beskrevs av Debenham 1987. Forcipomyia improbiserra ingår i släktet Forcipomyia och familjen svidknott. Inga underarter finns listade i Catalogue of Life.